# Eizō Honda
Eizō Honda (jap. 本田 永三, Honda Eizō, auch Eizoh bzw. Eizou Honda; * um 1950) ist ein japanischer Jazzmusiker (Kontrabass).
Eizō Honda arbeitete ab den frühen 1970er-Jahren in der japanischen Jazzszene in den Bands des Pianisten Kunihiko Sugano, mit dem 1972 erste Aufnahmen entstanden. Zu hören ist er auf Suganos LPs Music/The World of Kunihiko Sugano und Live von 1973. Im Jahr 1979 spielte er bei einem Aufenthalt in New York City mit Al Foster (Parky Morning/Midnight Diggers, mit Hajime Ōno, Kunihiko Sugano). Im Bereich des Jazz listet ihn Tom Lord zwischen 1972 und 1979 bei fünf Aufnahmesessions.